# Na-mi
 (décembre 2024).
Gim Myeong-ok (coréen : 김명옥), née le 9 octobre 1957,, plus connue sous le nom de scène Na-mi (coréen : 나미), est une chanteuse sud-coréenne. Elle était considérée comme une « superstar » et une « icône » de la musique pop coréenne dans les années 1980 et au début des années 1990,.

## Discographie

### Albums studio
- I Loved You / I Like You (난 사랑했어요 / 좋아해 ) (1980)
- International Waiting Room / Always (국제선 대합실 /언제까지나) (1981)
- Na-mi '83 (1983)
- Na-mi Vol. 4 (1984)
- Overture (1987)
- I Won't Say a Thing / Is This Hate Or Longing ? ( 미움인지 그리움인지) (1989)
- Chameleon (1992)
- A Long Winter (1996)

Source :

## Récompenses
| Année | Prix               | Catégorie                | Œuvre nommée              | Résultat | Réf.  |
| ----- | ------------------ | ------------------------ | ------------------------- | -------- | ----- |
| 1987  | Golden Disc Awards | Prix principal (Bonsang) | "Love is a Strange Thing" | Lauréat  | [ 6 ] |
| 1990  | Golden Disc Awards | Prix principal (Bonsang) | "Like an Indian Doll      | Lauréat  | [ 6 ] |